# Кримська обласна рада депутатів трудящих І скликання
Кримська обласна рада депутатів трудящих першого скликання — представничий орган Кримської області у 1948 —1951 роках.
Нижче наведено список депутатів Кримської обласної ради 1-го скликання, обраних 21 грудня 1947 року в загальних округах. Всього до Кримської обласної ради 1-го скликання було обрано 87 депутатів по відкритих округах. Депутатів, обраних по закритих округах, преса не публікувала.
| Прізвище, ім'я, по-батькові     | Місто чи район           | Виборчий округ | Посада                                                                  | Примітки                  |
| ------------------------------- | ------------------------ | -------------- | ----------------------------------------------------------------------- | ------------------------- |
| Авер'янова Марія Хомівна        | Сімферополь              | № 68           | заступник завідувача Сімферопольського міського відділу народної освіти |                           |
| Бережна Наталія Феофанівна      | Білогірський район       | № 5            | колгоспниця                                                             |                           |
| Брянов Василь Володимирович     | Бахчисарайський район    | № 7            | начальник Кримського обласного управління паливної промисловості        |                           |
| Бугров Павло Іванович           | Керч                     | № 82           | голова Керченського міськвиконкому                                      |                           |
| Булатова Олександра Іванівна    | Ленінський район         | № 26           | агроном                                                                 |                           |
| Васильєв Іван Олександрович     | Роздольненський район    | № 34           | голова Роздольненського райвиконкому                                    |                           |
| Ведяшкін Михайло Григорович     | Старокримський район     | № 42           | голова сільської ради                                                   |                           |
| Верба Тетяна Олександрівна      | Сімферополь              | № 66           | майстер                                                                 |                           |
| Волошина Пелагія Іванівна       | Зуйський район           | № 18           | колгоспниця                                                             |                           |
| Воронцов Юрій Павлович          | Сакський район           | № 35           | начальник теплоелектроцентралі (ТЕЦ)                                    |                           |
| Ворошилов Петро Григорович      | Красногвардійський район | № 24           | голова Красногвардійського райвиконкому                                 |                           |
| Гіренко Пантелеймон Андрійович  | Севастополь              | № 57           | штукатур-маляр                                                          |                           |
| Гнойова Параска Федорівна       | Керч                     | № 87           | муляр                                                                   |                           |
| Горбунов Микола Михайлович      | Сімферополь              | № 65           | голова Сімферопольського міськвиконкому                                 |                           |
| Городнін Антон Максимович       | Євпаторія                | № 53           | голова Євпаторійського міськвиконкому                                   |                           |
| Гострий Олександр Васильович    | Джанкойський район       | № 14           | машиніст паровозного депо станції Джанкой                               |                           |
| Грішина Єлизавета Олексіївна    | Севастополь              | № 56           | начальниця цеху                                                         |                           |
| Гулевцова Марія Панфілівна      | Приморський район        | № 32           | колгоспниця                                                             |                           |
| Єрмолаєв Сергій Іванович        | Судацький район          | № 41           | завідувач Кримського обласного відділу торгівлі                         |                           |
| Жаркова Феодосія Родіонівна     | Ялта                     | № 50           | ланкова                                                                 |                           |
| Жданов Андрій Олександрович     | Ялта                     | № 49           | секретар ЦК ВКП(б)                                                      | помер 31 серпня 1948 року |
| Житченко Тамара Григорівна      | Євпаторія                | № 51           | формувальниця                                                           |                           |
| Жмудь Анастасія Іванівна        | Балаклавський район      | № 11           | тваринниця                                                              |                           |
| Жуков Михайло Дмитрович         | Сімферопольський район   | № 46           | уповноважений Ради у справах колгоспів при РМ СРСР по Кримській області |                           |
| Завадський Тимофій Миколайович  | Сакський район           | № 36           | тракторист                                                              |                           |
| Зибін Гаврило Андрійович        | Феодосія                 | № 77           | завідувач Кримського обласного фінансового відділу                      |                           |
| Зосименко Андрій Андрійович     | Красноперекопський район | № 21           | голова Красноперекопського райвиконкому                                 |                           |
| Івановський Георгій Васильович  | Білогірський район       | № 4            | 1-й секретар Кримського обкому ВЛКСМ                                    |                           |
| Калінін Андрій Самсонович       | Євпаторія                | № 54           | начальник управління МВС по Кримській області                           |                           |
| Каніщева Марія Петрівна         | Кіровський район         | № 19           | ланкова                                                                 |                           |
| Коленіченко Ганна Андріївна     | Октябрський район        | № 30           | колгоспниця                                                             |                           |
| Колесник Валентина Степанівна   | Сімферопольський район   | № 43           | ланкова                                                                 |                           |
| Косматов Дмитро Федорович       | Ялта                     | № 79           | головний лікар                                                          |                           |
| Косорученко Олександр Гершович  | Севастополь              | № 55           | мідник                                                                  |                           |
| Кривошеїн Дмитро Олександрович  | Бахчисарайський район    | № 6            | голова Кримського облвиконкому                                          |                           |
| Крошкіна Олена Іванівна         | Алуштинський район       | № 3            | ланкова                                                                 |                           |
| Кувшинников Георгій Петрович    | Сімферопольський район   | № 45           | секретар Кримського облвиконкому                                        |                           |
| Кураков Іван Григорович         | Керч                     | № 84           | начальник Кримського обласного управління трудових резервів             |                           |
| Куришев Олександр Іванович      | Сімферополь              | № 64           | 2-й секретар Сімферопольського міськкому ВКП(б)                         |                           |
| Лисенко Марія Тимофіївна        | Нижньогірський район     | № 28           | колгоспниця                                                             |                           |
| Лукичов Семен Васильович        | Євпаторійський район     | № 17           | 1-й секретар Євпаторійського райкому ВКП(б)                             |                           |
| Максименко Матвій Михайлович    | Сімферополь              | № 74           | завідувач Кримського обласного відділу культурно-просвітницької роботи  |                           |
| Миронов Володимир Іванович      | Феодосія                 | № 75           | 1-й секретар Феодосійського міськкому ВКП(б)                            |                           |
| Михайленко Поліна Василівна     | Сімферополь              | № 73           | директор Сімферопольської станції переливання крові                     |                           |
| Моргунов Микола Максимович      | Бахчисарайський район    | № 8            | голова Бахчисарайського райвиконкому                                    |                           |
| Муковнін Степан Андрійович      | Совєтський район         | № 38           | 1-й секретар Совєтського райкому ВКП(б)                                 |                           |
| Муравйов Прокопій Миколайович   | Чорноморський район      | № 47           | завідувач Чорноморського районного відділу сільського господарства      |                           |
| Неронов Сергій Іванович         | Керч                     | № 81           | прокурор Кримської області                                              |                           |
| Никаноров Василь Іванович       | Джанкойський район       | № 16           | 2-й секретар Кримського обкому ВКП(б)                                   |                           |
| Оленчиков Петро Петрович        | Балаклавський район      | № 10           | заступник голови Кримського облвиконкому                                |                           |
| Омельченко Григорій Тихонович   | Азовський район          | № 1            | голова колгоспу                                                         |                           |
| Опалихін Іларіон Іванович       | Первомайський район      | № 31           | 1-й секретар Первомайського райкому ВКП(б)                              |                           |
| Осадчих Микола Григорович       | Судацький район          | № 40           | голова Судацького райвиконкому                                          |                           |
| Панова Пелагія Трохимівна       | Куйбишевський район      | № 25           | колгоспниця                                                             |                           |
| Переход Олександр Федорович     | Приморський район        | № 33           | завідувач Кримського обласного відділу народної освіти                  |                           |
| Попов Інокентій Іванович        | Сімферополь              | № 70           | директор Кримського педагогічного інституту                             |                           |
| Правоторова Олена Олександрівна | Ялта                     | № 48           | директор школи                                                          |                           |
| Приходько Микола Демидович      | Джанкойський район       | № 12           | голова Джанкойського райвиконкому                                       |                           |
| Рябоштанова Марія Михайлівна    | Сімферополь              | № 71           | інструктор Сімферопольського трамвайного тресту                         |                           |
| Сабельников Василь Калинович    | Феодосія                 | № 78           | вантажник                                                               |                           |
| Сальцев Леонід Степанович       | Керч                     | № 85           | формувальник                                                            |                           |
| Саріна Антоніна Олексіївна      | Севастополь              | № 59           | секретар Севастопольського міськкому ВКП(б)                             |                           |
| Серебров Сергій Іванович        | Сімферополь              | № 69           | Кримський обласний військовий комісар                                   |                           |
| Скрипченко Лев Михайлович       | Севастополь              | № 61           | відповідальний редактор газети «Красный Крым»                           |                           |
| Славін Абрам Наумович           | Сакський район           | № 37           | директор машинно-тракторної станції                                     |                           |
| Смирнова Ганна Борисівна        | Севастополь              | № 60           | вчителька                                                               |                           |
| Смирнова Текля Миколаївна       | Євпаторія                | № 52           | директорка школи                                                        |                           |
| Соболєв Микола Костянтинович    | Ялта                     | № 80           | директор винного комбінату «Масандра»                                   |                           |
| Соловйов Микола Васильович      | Сімферополь              | № 63           | 1-й секретар Кримського обкому ВКП(б)                                   |                           |
| Солод Надія Пилипівна           | Сімферополь              | № 67           | робітниця                                                               |                           |
| Сосніна Ірина Андріївна         | Бахчисарайський район    | № 9            | колгоспниця                                                             |                           |
| Сотченко Анастасія Омелянівна   | Сімферопольський район   | № 44           | колгоспниця                                                             |                           |
| Токарєв Данило Михайлович       | Алуштинський район       | № 2            | 1-й заступник голови Кримського облвиконкому                            |                           |
| Трусова Катерина Арсентіївна    | Совєтський район         | № 39           | ланкова колгоспу                                                        |                           |
| Фандєєв Григорій Євтропович     | Красногвардійський район | № 23           | голова колгоспу                                                         |                           |
| Фастович Іван Кирилович         | Керч                     | № 86           | рибак-бригадир                                                          |                           |
| Філіппов Василь Іванович        | Севастополь              | № 62           | голова Севастопольського міськвиконкому                                 |                           |
| Хованов Микола Петрович         | Севастополь              | № 58           | секретар Кримського обкому ВКП(б)                                       |                           |
| Ходжаєв Микола Македонович      | Сімферополь              | № 72           | заступник начальника управління МДБ по Кримській області, полковник     |                           |
| Хотєєва Клавдія Кузьмівна       | Керч                     | № 83           | заступниця завідувача Кримського обласного відділу охорони здоров’я     |                           |
| Хохлова Параскевія Василівна    | Феодосія                 | № 76           | робітниця                                                               |                           |
| Черепанов Олександр Якович      | Нижньогірський район     | № 27           | заступник уповноваженого Держплану СРСР по Кримській області            |                           |
| Чорний Іван Никифорович         | Новоселівський район     | № 29           | бригадир                                                                |                           |
| Чуб Михайло Ілліч               | Джанкойський район       | № 15           | директор Кримського обласного тресту зернових радгоспів                 |                           |
| Шегедєєва Олена Іванівна        | Джанкойський район       | № 13           | голова колгоспу                                                         |                           |
| Шибдін Микола Петрович          | Кіровський район         | № 20           | начальник Кримського обласного управління сільського господарства       |                           |
| Яранцев Андрій Степанович       | Красноперекопський район | № 22           | завідувач Кримського обласного відділу соціального забезпечення         |                           |

8 січня 1948 року відбулася 1-а сесія Кримської обласної ради депутатів трудящих 1-го скликання. Головою виконкому обраний Кривошеїн Дмитро Олександрович; першим заступником голови виконкому — Токарєв Данило Михайлович;  заступниками голови виконкому — Авер'янова Марія Хомівна, Кураков Іван Григорович, Оленчиков Петро Петрович; секретарем облвиконкому — Кувшинников Георгій Петрович.
Головами комісій Кримської обласної Ради депутатів трудящих обрані: бюджетно-фінансової — Лукичов Семен Васильович, промислової — Бугров Павло Іванович, сільського господарства і заготівель — Чуб Михайло Ілліч, народної освіти — Попов Інокентій Іванович, культурно-просвітницької роботи —  Васильєв Іван Олександрович, торгівлі і кооперації — Городнін Антон Максимович, житлово-комунального господарства— Філіппов Василь Іванович, дорожнього будівництва— Осадчих Микола Григорович, сільського і колгоспного будівництва — Яранцев Андрій Степанович, охорони здоров'я — Михайленко Поліна Василівна. 
Сесія затвердила обласний виконавчий комітет у складі: голова планової комісії — Черепанов Олександр Якович, завідувач відділу народної освіти — Переход Олександр Федорович, завідувач відділу охорони здоров'я — Хотєєва Клавдія Кузьмівна, завідувач фінансового відділу— Зибін Гаврило Андрійович,  завідувач відділу торгівлі — Єрмолаєв Сергій Іванович, завідувач відділу соціального забезпечення — Яранцев Андрій Степанович,  завідувач відділу комунального господарства — Щепиков О.М., завідувач відділу місцевої промисловості — Дідук Федір Потапович, завідувач відділу культпросвітроботи — Максименко Матвій Михайлович, завідувач відділу у справах мистецтв — Дегтярьов П.О., завідувач дорожнього відділу — Долженко М.І., завідувач загального відділу — Воробйов О.І., завідувач сектора кадрів — Гаврик Г.Г., начальник управління юстиції — Томіліна А.Ф.,  начальник управління промкооперації— Шаповалов Микола Михайлович, начальник управління сільського господарства — Шибдін Микола Петрович, начальник управління харчової промисловості — Соколов М.Г., начальник управління легкої промисловості —Висоцький О.І., начальник управління будівельних матеріалів — Мамін Олександр Михайлович,  начальник управління місцевої паливної промисловості —Брянов Василь Володимирович, начальник управління у справах архітектури — Чернишов В.М.,  начальник управління кінофікації — Сергєєв М.В. 